# Reggenza di Luwu Settentrionale
La reggenza di Luwu Settentrionale (in indonesiano: Kabupaten Luwu Utara) è una reggenza dell'Indonesia, situata nella provincia di Sulawesi Meridionale.
| Controllo di autorità | VIAF (EN) 146816800 · LCCN (EN) n2009202062 |